# Támara
Támara è un comune della Colombia facente parte del dipartimento di Casanare.
L'abitato venne fondato da José Dadey Pey nel 1628.